# 悉尼塔
悉尼塔是悉尼商業中心區中最高建築，該塔高度為305米（1,001英尺）。本塔是澳大利亞第二高獨立建築（僅次於Q1大廈），同時也是南半球第二高的觀光塔，僅次於紐西蘭的天空塔。
悉尼塔原本由安普有限公司（AMP Limited）所管理，因此曾被稱作「安普塔」（AMP Tower），直到2001年12月由西田集團接手管理才改名為悉尼塔。悉尼塔是世界高塔聯盟（World Federation of Great Towers）的成員之一。

## 歷史
悉尼塔於1970年開始動工興建，1981年正式完工，並在同年8月開放給外界參觀。總施工金額約為A$3600萬元。1998年因為增加了一根避雷針而使得悉尼塔的高度上升到了309（1,014英尺），高於海平面327（1,073英尺）。

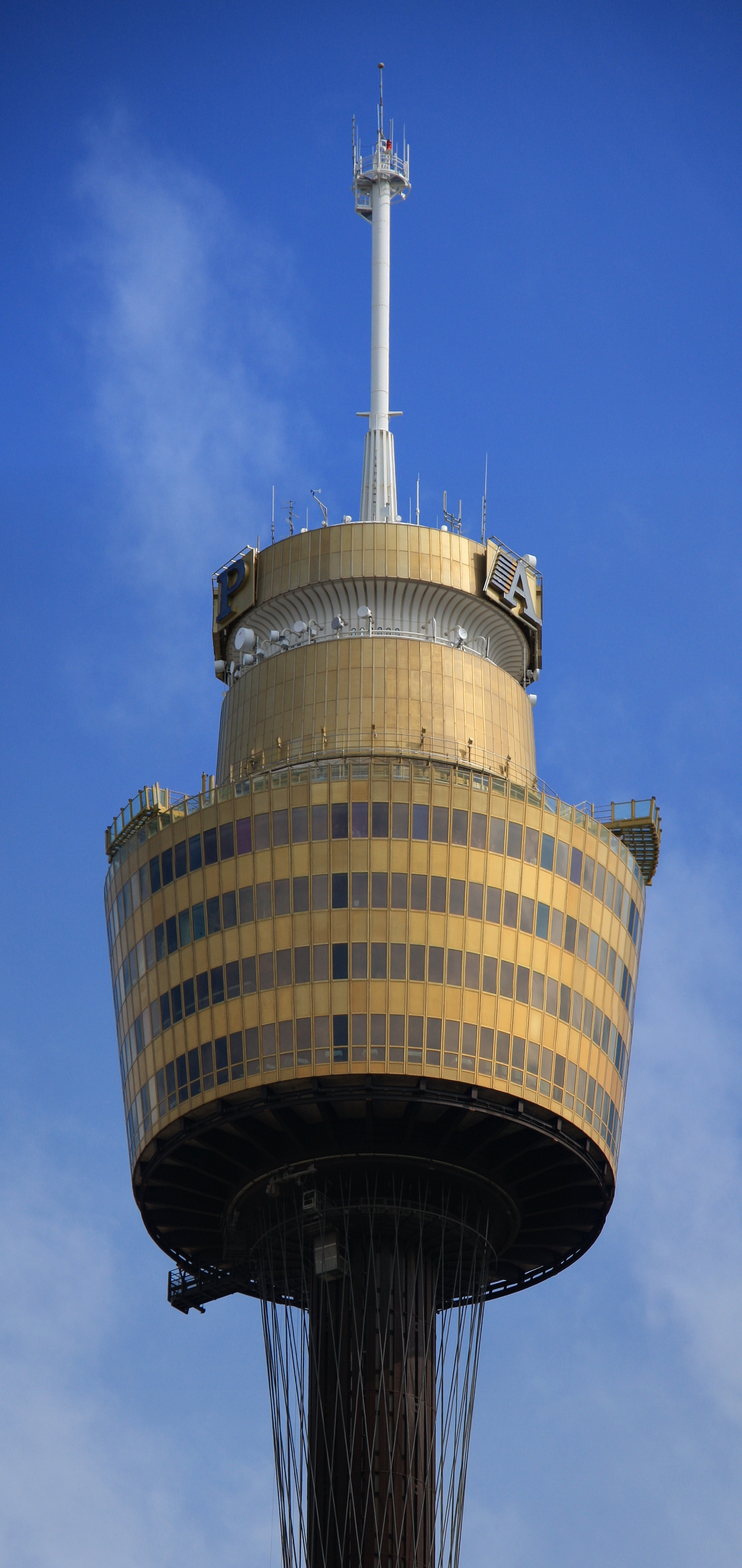
悉尼塔頂部特寫

2008年7月，塔內一台升降機在高度200米（656英尺）時故障，造成11名遊客受困數小時。
2009年，管理者西田集團宣布，將對塔內設備和商場空間進行更新。2011年默林娛樂買下悉尼塔觀光臺的運營權，正式名稱也改為Sydney tower eye。

## 結構
悉尼塔主要分成3個部分，且都完全對外開放。一個是在250米（820英尺）高的觀景台，是用透明窗戶完全隔離的360度觀景平台，並且附設禮品店。在高度260米（853英尺）處有一個叫做「悉尼塔空中走廊」（Sydney Tower Skywalk）的露天觀景平台，但只供事先預約的遊客上去參觀。
塔內有一家旋轉餐廳，可分單點或自助式取餐。旋轉餐廳於2006年重新裝修。餐廳內一次可供220人進入用餐，每年服務遊客數為18.5萬名，其中有5萬名是來自世界各地的觀光客，且大部分來自亞洲。
悉尼塔的最高人數限制為960人。塔內共有3部雙層升降機，升降機速度視當下風速而定，從一樓到悉尼塔空中走廊最快只要40秒。

## 外部連結
- （英文）悉尼塔官方網站
- （英文）悉尼塔空中走廊官方網站 （页面存档备份，存于）
- Structurae数据库中悉尼塔的数据